# 比舍沃島
42°58′N 16°0′E / 42.967°N 16.000°E

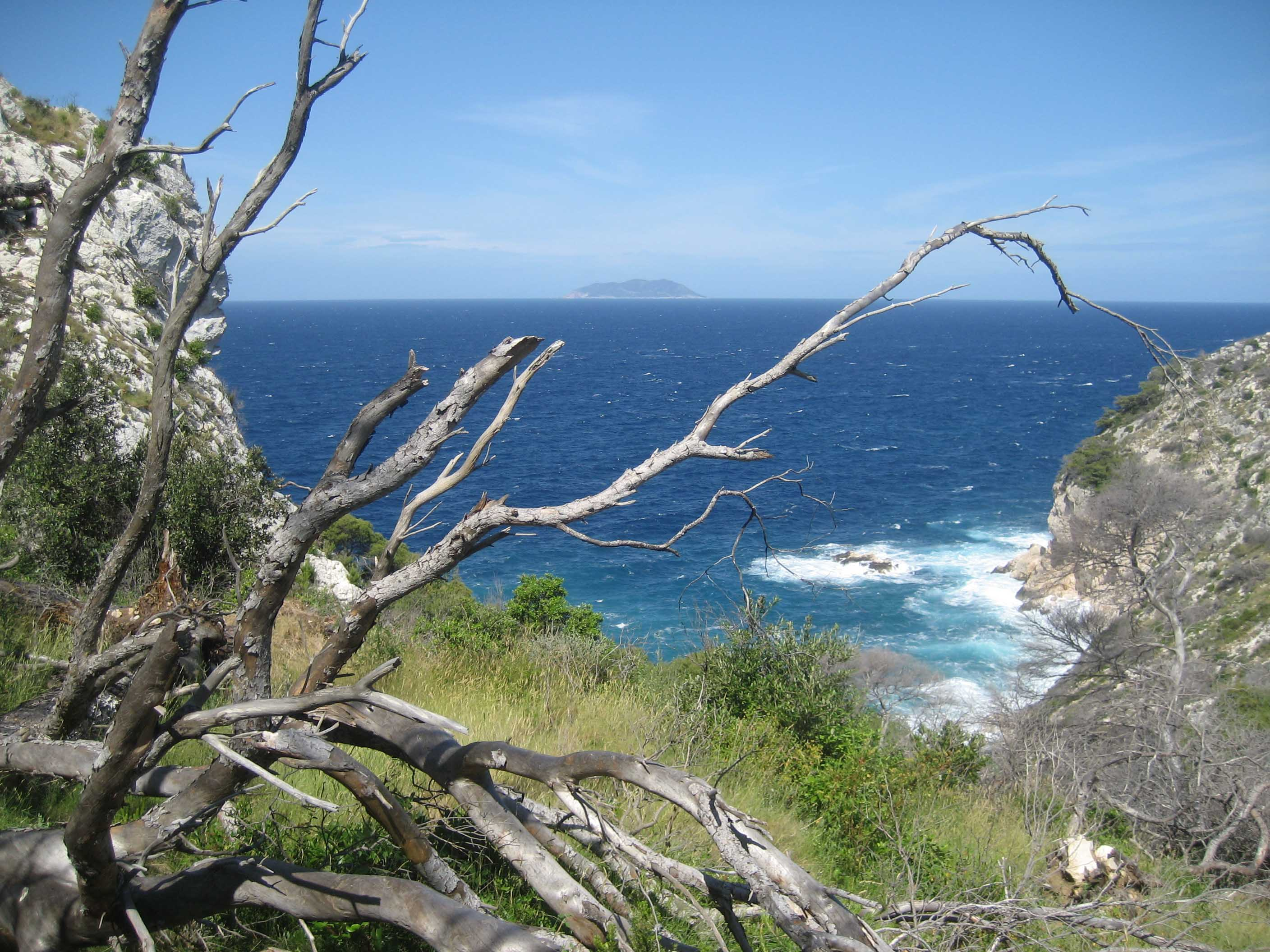

比舍沃島是克羅地亞的島嶼，位於亞得里亞海，由斯普利特-達爾馬提亞縣負責管轄，面積5.91平方公里，海岸線長度18.147公里，最高點海拔高度239米，2001年人口19。

## 外部連結
- Portal about Biševo
- Biševo on croatia-beaches.com
- Biševo on croatiatouristcenter.com
- （克羅埃西亞文） Biševo on nautic-apartments.com
- （捷克文） Article about Biševo （页面存档备份，存于）